# Породица у Сједињеним Америчким Државама
У Сједињеним Америчким Државама, традиционална породична структура се сматра породица која укључује две особе у браку које обезбеђују бригу и стабилност за своје биолошко потомство.
Међутим, ова, хетеросексуална, нуклеарна породица са два родитеља постала је мање заступљена, а нетрадиционални породични облици постали су чешћи. Породица се ствара рођењем и успоставља везе међу генерацијама. Те генерације, проширена породица тетака и ујака, бака и деда и рођака, могу имати значајне емоционалне и економске улоге за саму породицу.
Током времена, традиционална породице је морала да се прилагоди веома утицајним променама, укључујући чешће разводе и већи број породица са самохраним родитељем, тинејџерске трудноће и мајке које нису у браку, истополне бракове као и повећано интересовање за усвајање деце. Друштвени покрети као што су феминистички покрет као и очеви који остаје код куће допринели су стварању алтернативних породичних облика, стварајући нове облике америчке породице.

## Анализа

### Нуклеарна породица
Нуклеарна породица се сматра „традиционалном“ породичном структуром још од страха од Совјетског Савеза у хладном рату 1950-их. Нуклеарну породицу чине мајка, отац и деца. Нуклеарна породица са два родитеља постала је мање распрострањена, а предамерички и европски породични облици постали су чешћи. Почевши од 1970-их у Сједињеним Америчким Државама, структура „традиционалне“ нуклеарне америчке породице почела је да се мења. Жене у домаћинствима су почеле да праве ову промену. Одлучили су да започну каријеру ван куће и да не живе према мушким фигурама у свом животу.
То укључује истополне везе, домаћинства са самохраним родитељима, усвојитеље и проширене породичне системе који живе заједно. Нуклеарна породица такође има мање деце него у прошлости. Проценат нуклеарних породичних домаћинстава је отприлике упола мањи од онога што је био на свом врхунцу средином 20. века. Проценат домаћинстава брачних парова са децом млађом од 18 година, али без других чланова породице (као што су баке и деке), опао је на 23,5% свих домаћинстава у 2000. са 25,6% у 1990. години и са 45% у 1960. години. У новембру 2016. године, подаци званичних државних органа САД наводе да 69 процената деце млађе од 18 година живи са два родитеља, што је пад са претходних 88 процената из 1960. године.

### Самохрани родитељ
Самохрани родитељ (који се такође назива самостални родитељ или једини родитељ) је родитељ који брине о једном или више деце без помоћи другог биолошког родитеља. Историјски гледано, породице са једним родитељем често су биле резултат смрти супружника, на пример при порођају. Овај термин се може поделити на два типа: једини родитељ и суродитељ. Једини родитељ управља свим обавезама у вези са васпитањем деце самостално, без финансијске или емоционалне помоћи. Особа може постати самохрани родитељ напуштањем или смрћу другог родитеља или може бити проузроковано самосталним усвојењем детета или вештачка оплодња. Заједнички родитељ је неко ко још увек добија неку врсту помоћи са дететом/децом. Број домаћинстава које воде самохрани родитељи расте како се брачни парови разводе, или како невенчани парови имају децу. Иако се широко верује да је штетна за ментално и физичко благостање детета, ова врста родитељства се толерише.
Проценат једнородитељских домаћинстава се удвостручио у последње три деценије, али се тај проценат утростручио између 1900. и 1950. године  Осећај брака као „сталне“ институције је ослабљен, омогућавајући појединцима да размисле о изласку из брака спремније него што су то чинили у прошлости. Све чешће породице са једним родитељем настају због ванбрачних порођаја, посебно оних због нежељене трудноће . Од 1960. до 2016. године, проценат америчке деце млађе од 18 година која живе са једним родитељем порастао је са 9 процената (8 процената са мајкама, 1 проценат са очевима) на 27 процената (23 процената са мајкама, 4 процента са очевима).

### Породице
Усвојитељске породице постају све уобичајеније у Америци. Стопа развода расте, а такође расте и стопа поновних бракова, тако да се две породице зближавају и чине очухове. Статистике показују да се сваког дана формира 1.300 нових породица. Преко половине америчких породица се поново венчава, односно у 75% бракова који се заврше разводом, супружници поново ступају у брак.

### Проширена породица
Проширену породицу чине бака и деда, тетке, стричеви, ујаци и рођаци. У неким ситуацијама и околностима, проширена породица долази да живи или са или уместо члана нуклеарне породице. Пример укључује старије родитеље који се због старости усељавају са својом одраслом децом. Ово поставља велике захтеве за неговатеље.
Историјски гледано, међу одређеним културама Азије, Индије, породична структура се састојала од баке и њене деце, посебно ћерки, које су заједно одгајале сопствену децу и делиле одговорности за бригу о деци. Ујаци, браћа и други мушки рођаци су понекад помагали.

## Улоге и односи

### Веначани партнери
U.S. Census Bureau дефинисао је брачни пар као „мужа и жену који су пописани као чланови истог домаћинства“, али ће истополне парове категорисати као брачне парове ако су у браку. Истополне парове који су били у браку Bureau je раније евидентирао као ванбрачне партнере. Истополни бракови су законски дозвољени широм земље од 26. јуна 2015. године, када је Врховни суд донео одлуку у предмету Obergefell v. Hodges. Полигамија је незаконита широм САД.
Иако су бракови између ближих рођака незаконити у многим државама, они су легални у бројним другим државама, округу Колумбија и појединим територијама. Неке државе имају одређена ограничења или изузетке за бракове рођака и/или признају такве бракове склопљене ван државе. Од 1940-их, стопа склопљених бракова у Сједињеним Државама је опала, док је стопа развода порасла.

### Невенчани партнери
Живот као ванбрачни партнери познат је и као кохабитација. Број хетеросексуалних невенчаних парова у Сједињеним Државама порастао је десет пута, са око 400.000 1960. на више од пет милиона у 2005. години. Овај број би се повећао за још најмање 594.000 ако би се укључили и истополни партнери. Од свих невенчаних парова, око 1 од 9 (11,1% свих домаћинстава) је хомосексуалац.
Кохабитацијски стил живота постаје све популарнији у данашњој генерацији. Паровима је згодније да се не венчавају јер може бити јефтиније и једноставније. Како стопа развода расте у друштву, жеља за браком је мање привлачна за парове који нису сигурни у своје дугорочне планове.

### Родитељи
Родитељи могу бити или биолошка мајка или биолошки отац, или законски старатељ усвојене деце. Традиционално, мајке су биле одговорне за подизање деце, док је отац био ван куће и финансијски је обезбеђивао породицу. Старосна група за родитеље се креће од родитеља тинејџера до бака и деда који су одлучили да одгајају своје унуке, а тинејџерске трудноће варирају на основу расе и културе родитеља. Старији родитељи су финансијски стабилни и генерално имају мање проблема у подизању деце у поређењу са својим тинејџерским колегама. Током 2013. највећа стопа наталитета тинејџера била је у Алабами, а најнижа у Вајомингу.

### Домаћице
Домаћица је удата жена која није запослена, није у радном односу који укључује путовање ван домаћинства ради зарађивања, већ остаје код куће и брине се о домаћинству и деци. Ово укључује обављање уобичајених послова као што су кување, прање, чишћење, итд. Улоге жена које раде у кући су се драстично промениле како све више жена почиње да се бави каријером. Количина времена које жене проводе радећи кућне послове опала је са 27 сати недељно 1965. на мање од 16 сати у 1995. години, али то је и даље знатно више кућних послова у поређењу са бројем радних часова које мушкарци утроше на обављање кућних послова.

### Хранитељи
Хранитељ је особа која примарно финансијски обезбеђује породицу. Историјски гледано су мушкарци били хранитељи; тај тренд се мења како жене почињу да користе предности последица акција женског покрета како би стекле финансијску независност за себе. Према The New York Times, „У 2001. години, жене су зарађивале више од својих супружника у скоро трећини домаћинстава у којима је жена радила“.

### Очеви који остају код куће
Очеви који остају код куће или „домаћини“ су очеви који су незапослени и остају код куће да одгајају своју децу — мушки еквивалент домаћица. Тате који остају код куће нису толико популарни у америчком друштву. Према U.S. Census Bureau, „процењује се да постоји 105.000 очева који остају код куће. То су ожењени очеви са децом млађом од петнаест година који нису у радном односу првенствено да би могли да брину о члановима породице, док су њихови жене раде и привређују ван куће. Према подацима из 2002. године, очеви који остају код куће брину о 189.000 деце.

## Деца

### Породице са једним дететом
Јединац или јединица (једино дете) је дете без браће и сестара. Неки докази сугеришу да јединци/јединице могу бити бољи у школи и у каријери од деце са браћом и сестрама.

### Парови без деце
Парови без деце одлучују да немају децу. То укључује младе парове, који планирају да имају децу касније, као и оне који не планирају да имају децу. Недобровољна бездетност може бити узрокована неплодношћу, здравственим проблемима, смрћу детета или другим факторима и разлозима. Одређена истраживања показују да су парови који су одлучили да немају децу углавном задовољни својом одлуком.

### Усвојена деца
Усвојена деца су деца која су одбачена по рођењу, напуштена или нису била у могућности да о њима брину биолошки родитељи. Можда су били смештени у хранитељство пре него што су пронашли стално пребивалиште.

## Модерни породични модели

### Истополни бракови, усвајање и подизање деце
Родитељи истог пола су геј, лезбијски или бисексуални парови који бирају да одгајају децу. На националном нивоу 2007. године, 66% женских истополних парова и 44% мушких истополних парова живе са децом млађом од осамнаест година. У попису становништва САД из 2000. године, било је 594.000 домаћинстава која су тврдила да се састоје од истополних парова, од којих 72% има децу. У јулу 2004, Америчко психолошко удружење је закључило да „Укупни резултати истраживања сугеришу да се развој, прилагођавање и добробит деце са лезбијским и геј и бисексуалним родитељима не разликују значајно од развоја деце са хетеросексуалним родитељима“.

### Трансџендер родитељство
Многа истраживања показују да су трансродни људи подједнако посвећени и подједнако посвећени својим породицама у поређењу са другим породичним структурама. Међутим, постоје разлози за уништавање породице када транс особа "изађе" као таква. Ово је највероватније због страха. Постоји велики страх везан за трансродну заједницу, а негативна стигма може довести до породичног отуђења. Када посматрамо, прецизније, трансродне односе између родитеља и деце, видимо да они који се идентификују као трансродни тврде да су њихови односи са децом били генерално добри. Извештаји о односима родитеља и деце међу транс родитељима били су првенствено позитивни. Иако су ове статистике позитивне, трансродно родитељство има неке препреке. Оне укључују биолошку сродност, физичка ограничења или недостатак правне заштите. Конкретно, по питању биолошке сродности, транс појединци су осећали као да је то скоро немогуће постићи. Хормонски третмани, операције и немогућност коришћења „традиционалних“ метода представљали су изазов. Све ово говори да су трансродни породични односи углавном били генерално добри, али је било неколико препрека. Такође је важно препознати да се транс породични односи и искуства уопште разликују од геј, лезбијки или бисексуалаца.

### Једнородитељска домаћинства
Домаћинства са самохраним родитељима у Америци су све чешће. С обзиром да се више деце рађа невенчаним паровима и паровима чији се бракови касније распадају, све више деце живи само са једним родитељем. Проценат деце која живе са родитељем који никада није био у браку је порастао, са 4% 1960. на 42% 2001. Од свих једнородитељских породица, 83% су породице коју чине мајка-дете.

### Услови за усвајање
Услови за усвајање и политике за усвајање деце отежали су усвајање хранитељским породицама и потенцијалним усвојитељима. Пре него што породица може да усвоји, мора да испуни критеријуме прописане од стране државе, округа и агенције. Критеријуми агенција за усвајање изражавају важност старости усвојитеља, као и жељу агенције за брачним паровима у односу на самце. Усвојитељи такође морају да се позабаве критеријумима које дају биолошки родитељи усвојитеља. Различити критеријуми за усвајање деце отежавају паровима да усвоје децу која имају проблеме, али строги захтеви могу помоћи да се усвојена деца заштите од неквалификованих усвојитеља.

### Притисци мушке/женске улоге
Традиционалне улоге оца и мајке нуклеарне породице временом су постале замагљене. Због напредовања женског покрета и активирања жена у обављању традиционално мушких активности и послова у друштву, пошто жене бирају да жртвују своје године рађања да би успоставиле каријеру, и пошто очеви осећају све већи притисак, као и жељу, да буду укључени у бригу о деци, традиционалне улоге очева као „хранитеља” и мајке као „неговатељице” доведене су у питање.

## Афроамеричка структура породице
Породична структура Афроамериканаца је дуго била питање од националног јавног интереса. Извештај Данијела Патрика Мојнихана из 1965. године, познат као The Moynihan Report, испитао је везу између сиромаштва црнаца и породичне структуре. Претпоставља се да би уништење структуре црне нуклеарне породице омело даљи напредак ка економској и политичкој једнакости.
Када је Мојнихан 1965. писао о предстојећем уништењу црне породице, ванбрачни наталитет је износио 25% међу црнцима. Током 1991, 68% Афроамериканаца рођено је ван брака. У 2011. години, 72% афроамеричких беба рођено је од невенчаних мајки.

## Скорашњи трендови
Постматеријалистичке и постмодерне вредности су у науци и областима друштвеног рада постале истраживачке теме повезане са темом породице Према Џудит Стејси из 1990. „Ми живимо, верујемо, кроз прелазни и спорни период породичне историје, период ’после’ модерног породичног поретка“. Од 2019. године, у Сједињеним Америчким Државама има више од 110 милиона самаца. Више од 50% одрасле америчке популације чине самци, у поређењу са 22% 1950. године. Џереми Гринвуд, професор економије на Универзитету у Пенсилванији, истражио је како је технолошки напредак утицао на породицу. Он посебно говори о томе како је технолошки напредак довео до тога да више удатих жена ради, до опадања плодности, повећања броја  домаћинстава са самцима, друштвених промена, дужег животног века и пораста удела живота проведеног у пензији. Социолог Елијаквим Кислев наводи неке од главних покретача опадања институције породице: све већа независност жена, аверзија према ризику у ери бројних развода, захтевне каријере, пораст нивоа образовања, индивидуализам, секуларизација, популарни медији, растућа транснационална мобилност и урбанизацијски процеси.

## Прикази на телевизији
Телевизијска индустрија је у почетку помогла у стварању стереотипа о америчкој нуклеарној породици. Током ере беби-бумера, породице су постале популарна друштвена тема, посебно на телевизији. Породичне емисије као што су Роузен, Сви у породици, Leave It to Beaver, Козби-шоу, Брачне воде, Џеферсонови, Добра времена и Сви воле Рејмонда су приказивали различите друштвене класе породица које расту у Америци. Такве „савршене“ нуклеарне породице мењале су се како су године пролазиле и постајале све инклузивније, приказујући породице са једним родитељем и породице у којима је дошло до развода, као и старије самце. Телевизијске емисије које приказују породице са једним родитељем укључују Half & Half, One on One, Murphy Brown и Гилморове.
Иако то није постала уобичајена појава, култна слика америчке породице настала је почетком 1930-их. Све до Другог светског рата породице су углавном остваривале довољне приходе да би се могао успешно пропагирати овај начина живота.